# Vaszary-villa
A Vaszary-villa Vaszary János festő 1912-ben építtetett műteremháza Tatán (ma Művész utca 3.). Innentől kezdve általában tavasztól őszig itt élt feleségével és itt alkotott, csak a teleket töltötte Budapesten. Fontos szerepet töltött be a hazai házépítés, lakáskultúra fejlődéstörténetében.

## Története
Vaszary János 1909 tavaszán fedezte fel az ekkor népszerűvé válni kezdő Tata-Tóvárost, amikor tartós köhögéssel küzdő felesége számára keresett egészséges levegőjű lábadozóhelyet. Eleinte rendszeresen szállást béreltek, majd apósa 1910-es halála után az eladott birtok árából vettek egy üres telket az Angolkert közelében, melyre kis villát építettek.

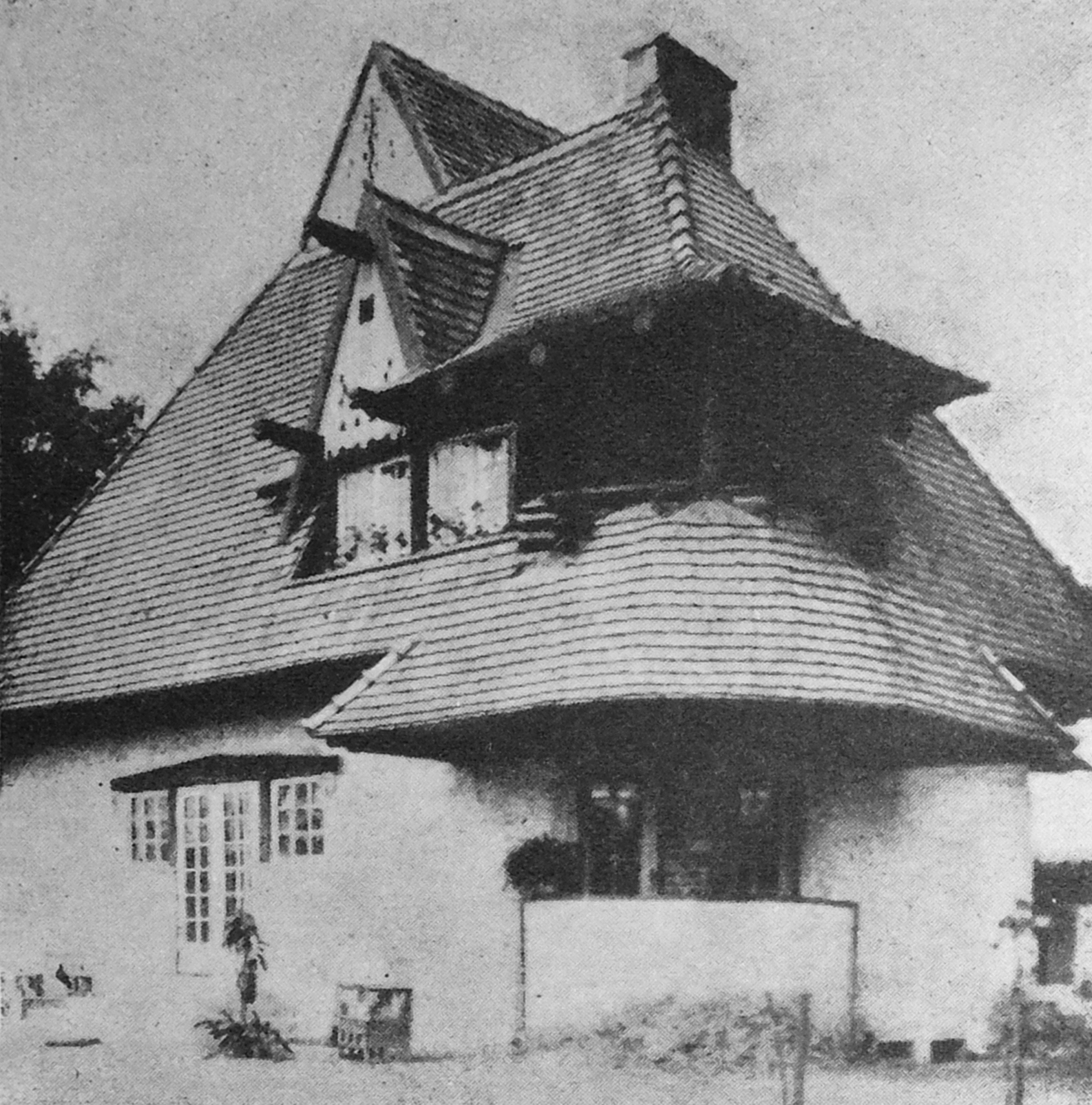
Hímes udvar című kötetben (1916)

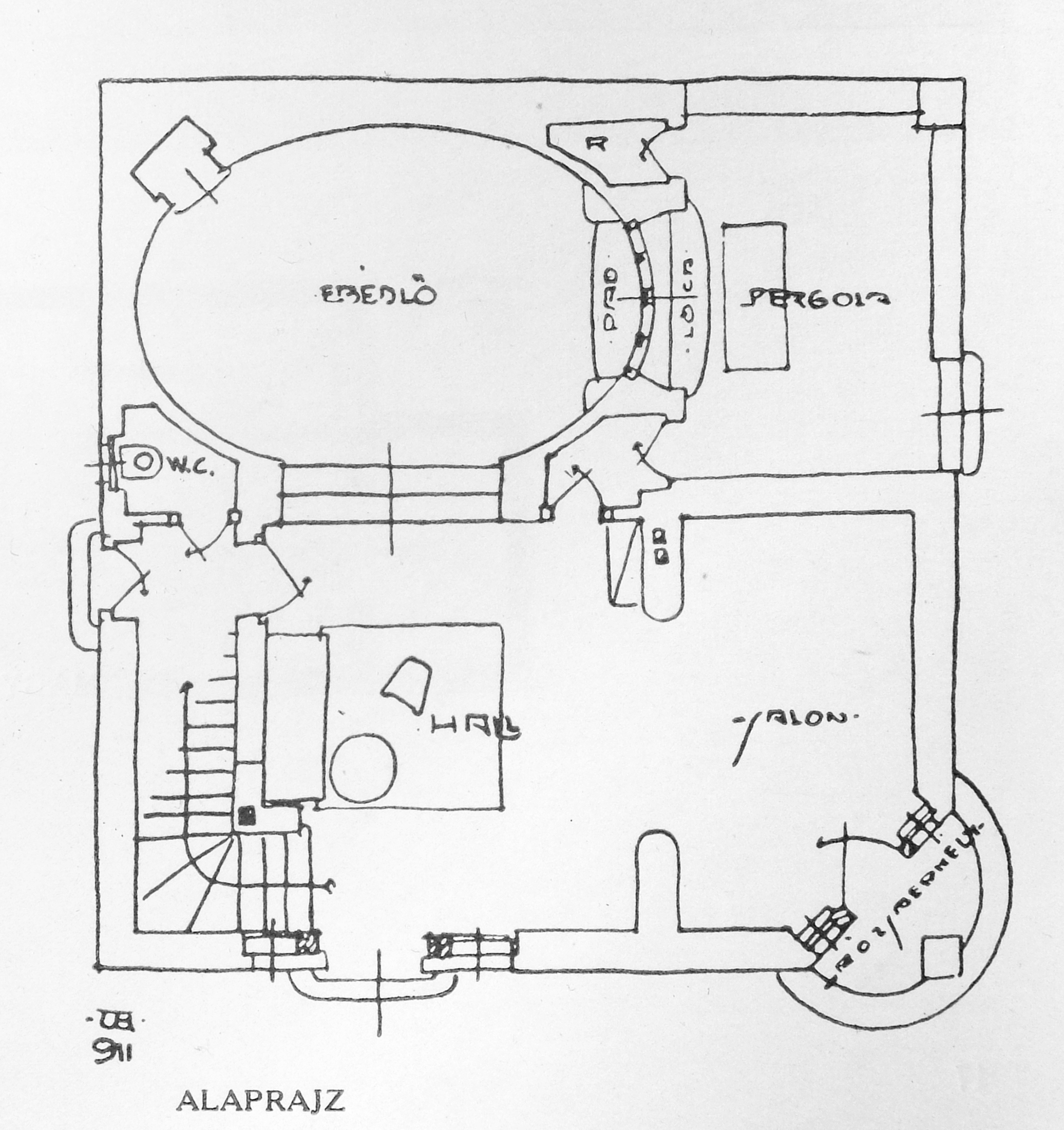
Hímes udvar című kötetben (1916)

A ház homlokzatán 1940 körül elhelyezett emléktábla szövege:
A terveket Toroczkai Wigand Ede, a modern házépítés egyik hazai úttörője készítette, akit Vaszary a gödöllői művésztelepről ismerhetett. A ház az angliai Arts and Crafts mozgalomból induló európai hullám egyik legépebben megmaradt hazai példája, mely a nemzeti hagyományokból táplálkozó, de elrendezésében, funkcionálisan teljesen modern családi házat hozott létre.
Elrendezése a modern elveket követte: a földszinten a vendégfogadásra alkalmas terek (a kerthez nagy, üvegezett kétszárnyú ajtóval kapcsolódó hall, szalon, ebédlő), az emeleten pedig a privát terek (hálószoba, fürdő, nagy ablakos, napfényes műterem) helyezkedtek el. A kiszolgáló funkciók (konyha, mosókonyha, cselédszoba) a szuterénben kaptak helyet.
A kertet szökőkutak és színes virágágyások díszítették.

## A villa ma
A villa ma is áll, bár berendezése nem maradt fenn. Vaszary özvegye, Rosenbach Mária végrendeletének megfelelően Tata város tulajdonában áll, és műteremlakásként szolgál. Megszakításokkal általában voltak lakói; legutóbb (2015-től 2021-es haláláig) Nagy János felvidéki szobrász használta műteremházként, 2022 végén üresen áll. Környezete időközben beépült. A kert kopár, elhanyagolt.
„E házat építtette.

Itt élt és alkotott

Vaszary János

Festőművész

1912-től 1939-ig.

…Olyan, mint a termőfa,

mely az ő gyümölcsét megadja,

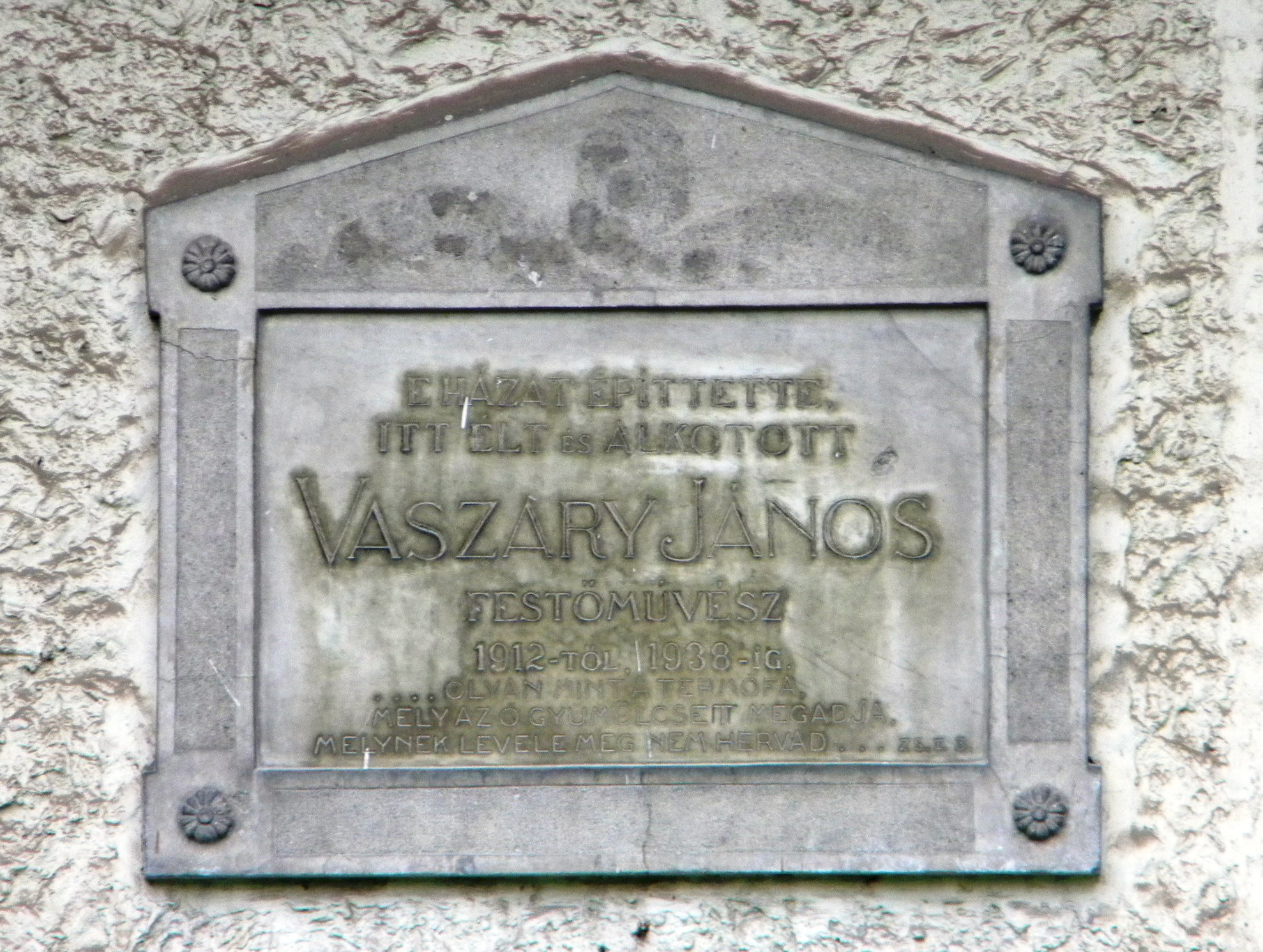
A Vaszary János-emléktábla a villa falán

melynek levele meg nem hervad… Zs.I. 3.”

## A házat megörökítő Vaszary-képek (válogatás)
- Veranda két nővel
- Kilátás a verandára (1930 körül)
- Tatai enteriőr[1]